# Hồ siêu mặn

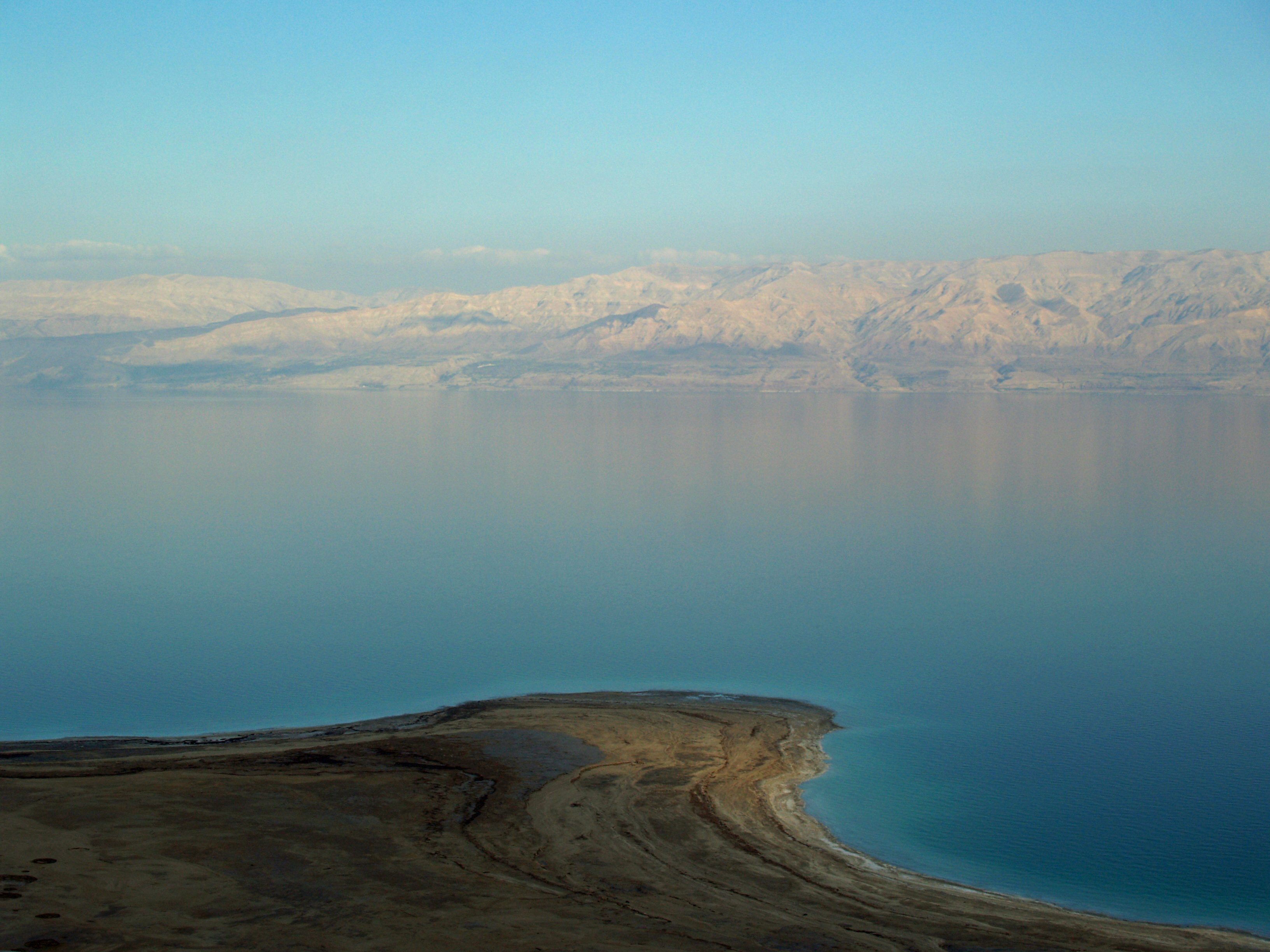
Biển Chết là hồ nước mặn nổi tiếng của thế giới

Hồ siêu mặn là hồ nước mặn có chứa hàm lượng natri chloride hoặc các loại muối khác, với mức độ mặn vượt quá mức của nước đại dương (3,5%, tức là 35 gam mỗi lít hoặc 0,29 £ cho mỗi gallon). Thông thường thì đó là hồ bị cách ly với đại dương thế giới. Các hồ siêu mặn được tìm thấy trên mọi châu lục, đặc biệt là trong những khu vực khô cằn hay bán khô cằn.
Nhiều loài vi sinh vật và giáp xác phát triển mạnh trong những môi trường có độ mặn cao, vốn khắc nghiệt với hầu hết các sinh vật khác. Một số loài đạt tới trạng thái ngủ khi bị hút hết nước, và một số loài đã sống sót trong hơn 250 triệu năm.
Hồ siêu mặn cũng có mức độ đẩy nổi cao, do hàm lượng muối làm nước nặng hơn. Nó làm cho người dễ dàng nổi trên mặt nước với nỗ lực tối thiểu và không có sự trợ giúp của các thiết bị nổi.

## Các hồ siêu mặn trên thế giới
Hồ nước mặn nhất trên thế giới là Vùng nước mặn nhất trên thế giới là Ao Gaet'ale, nằm trong vùng suy thoái Danakil ở Afar, Ethiopia. Nước của Ao Gaet'ale có độ mặn 43%, khiến nó trở thành vùng nước mặn nhất trên Trái đất; (tức là mặn gấp 12 lần nước biển). Trước đây, người ta coi hồ nước mặn nhất bên ngoài Nam Cực là Hồ Assal. Sau đó là Don Juan Pond, nằm ở Thung lũng khô McMurdo ở châu Nam Cực. Nó có thể tích giới hạn chỉ 3.000 mét khối và dung tích của nó đang thay đổi. Độ mặn cao của nó ngăn chặn nước bị đóng băng ngay cả khi nhiệt độ dưới -50 °C (-58 °F). Biển Chết, phân chia Israel và Bờ Tây Palestine với Jordan, là hồ nước mặn sâu nhất thế giới, và Đầm Araruama ở Brazil là hồ nước mặn lớn nhất thế giới.
Tại Thung lũng khô McMurdo còn có các hồ siêu mặn khác, như hồ Vanda có độ mặn trên 35 %, tức là 10 lần mặn hơn nước biển. Chúng được bao phủ bởi băng trong mùa đông.
Hồ mặn nhất nằm ngoài châu Nam Cực là hồ Assal, ở Djibouti, có độ mặn 34,8% (nghĩa là 10 lần mặn hơn nước biển).
Hồ nổi tiếng trong du lịch là Biển Chết, có độ mặn 34,2% (2010), chia tách Israel và Bờ Tây Jordan, và nó cũng là hồ nước siêu mặn sâu nhất thế giới.
Hồ Muối Lớn, nằm ở Utah, có diện tích bề mặt gấp 3 lần biển Chết, nhưng nông hơn và có sự dao động lớn hơn về mực nước so với biển Chết. Ở các mức thấp nhất đã ghi nhận, nó đạt độ mặn tới 7,7 lần độ mặn của nước biển, nhưng khi mực nước dâng cao thì độ mặn của nó chỉ hơi cao hơn so với nước biển.